# Johann Adolph Hasse
Johann Adolph Hasse (Bergedorf, 25 de março de 1699 — Veneza, 16 de dezembro de 1783) foi um cantor, professor de música e compositor alemão do movimento barroco. Viveu e trabalhou na Itália, onde era conhecido como Giovanni Adolfo Hasse.
Muito embora sua música tenha caído em esquecimento após sua morte, Hasse está entre os mais populares compositores de ópera séria do século XVIII. Suas composições foram encenadas e admiradas em Dresde, Varsóvia, Nápoles, Viena e Londres, cidade que ele jamais conheceu. Ele influenciou outros grandes nomes da música lírica como Händel e Mozart e travou uma sólida relação de amizade com Metastasio (1698-1782), cujos textos musicou diversas vezes. A melhor síntese da vida de Hasse talvez seja: poucos autores líricos foram tão populares, tão admirados e influentes em sua própria época quanto ele; mas, em paralelo, poucos também foram tão rápida e completamente esquecidos depois de sua morte. O renascimento do interesse pela obra de Hasse a partir de finais do século XX fez grande justiça a essa figura cuja estatura na história da ópera o situa lado a lado com Vivaldi e Händel e no meio do caminho da trajetória entre Monteverdi e Mozart. Muito embora a ópera seja, sem sombra de dúvida, o coração da obra de Hasse, ele também compôs música sacra e instrumental, incluindo cerca de oitenta concertos para flauta, muitos deles para um de seus maiores admiradores, Frederico, o Grande, da Prússia. Muitas composições do autor se perderam por conta de dois desastres bélicos que se abateram sobre Dresden: o bombardeio de 1760, durante a Guerra dos Sete Anos, e o ainda mais arrasador bombardeio de 1945, ao final da Segunda Guerra Mundial, o qual reduziu a cidade a escombros e cinzas. Ainda assim, estima-se que Hasse tenha composto ao todo sessenta e três óperas, cerca de doze oratórios, cerca de vinte missas e réquiens, noventa cantatas e centenas de outras peças.

## Biografia

### Origem familiar e primeiros anos na Alemanha e Itália
Johann Adolf era o segundo dos cinco filhos do também músico Peter Hasse e de sua mulher, Christina Klessing. Seu pai era organista da pequena cidade de Bergedorf na Baixa Saxônia, próxima de Hamburgo, norte da Alemanha. Sabe-se muito pouco sobre a infância do compositor, mas é possível presumir que ele tenha tido sua iniciação com o próprio pai. Em 1714, aos quinze anos de idade, Hasse se mudou para Hamburgo para dar continuidade à sua formação musical, tendo se concentrado no canto e na composição. A cidade era o principal centro operístico do norte da Alemanha e, em 1718, graças às recomendações de Johann Ulrich König (1688-1744), secretário e poeta da corte de Dresden, Hasse foi convidado a se juntar à companhia de ópera local atuando como tenor.
Em 1719, Hasse se transferiu para a ópera da corte de Brunswick, também graças às recomendações de König, tendo ainda atuado como tenor em óperas de autores como Antonio Caldara (1670-1736) e Francesco Bartolomeo Conti (1681-1732). Apenas dois anos depois, em 1721, ele teve a oportunidade de compor sua primeira ópera, Antioco, apresentada naquela mesma cidade. Logo em seguida, Hasse empreendeu uma importante viagem através da Itália, conhecendo centros musicais destacados como Veneza, Bolonha, Florença e Roma, até se fixar em Nápoles. Nesta cidade, Hasse pôde estudar com dois expoentes da ópera italiana da época, Alessandro Scallatti (1660-1725) e Nicola Porpora (1686-1768). Também em Nápoles, Hasse conheceu o famoso castrato Farinelli (1705-1782). Em 1725, Farinelli atuou na serenata de Hasse, Marc'Antonio e Cleopatra ao lado da contralto Vittoria Tesi (1700-1775).
Segundo conta em suas memórias  o compositor e flautista alemão Johann Joachim Quantz (1697-1773), que conheceu Hasse nessa época, foi graças ao sucesso de Marc'Antonio e Cleopatra que a corte de Nápoles se encantou com sua obra. Por conta disso, estreava em 13 de maio de  1726 Sesostrate, a primeira ópera de Hasse escrita especialmente para aquela cidade. O sucesso foi tão retumbante que se seguiram outras seis óperas para os teatros de Nápoles. Durante sua estada, Hasse compôs ainda intermezzi, serenatas e a única ópera cômica de sua carreira, La sorella amante, de 1729. Hasse foi recebido com tal entusiasmo na Itália que passou a ser conhecido como Il caro sassone (o querido saxão). Essa paixão foi plenamente retribuída, fato que deve ter influenciado sua conversão ao catolicismo em 1725.

### O casal mais influente da ópera de seu tempo

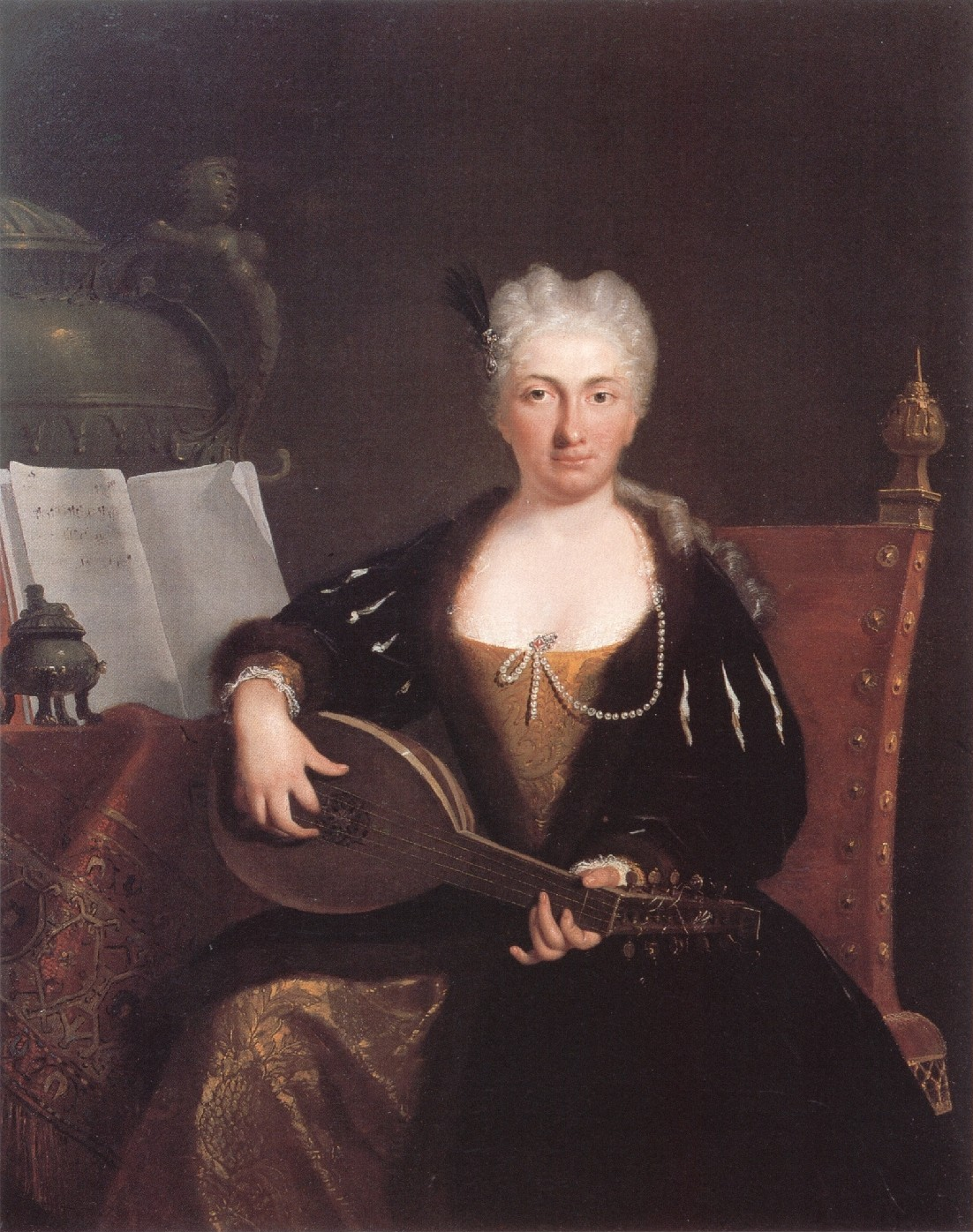
Faustina Bordoni

Hasse casou-se em 1730 com outra estrela da época, a mezzo-soprano veneziana Faustina Bordoni (1697-1781). Para além de seu grande talento, Faustina havia ficado conhecida em Londres por conta da célebre rivalidade com outra diva, Francesca Cuzzoni (1696-1778). Elas haviam sido contratadas em 1726 para atuar em uma ópera de Händel na capital de Inglaterra. O desentendimento entre ambas se deu em cena e quase chegou à agressão física, obrigando que as cortinas fossem baixadas.
Faustina brilhou nos palcos europeus como poucas, tendo o privilégio de atuar diversas vezes nas obras do próprio marido. Em 1732, durante sua estada na Itália com Hasse, ela foi contratada para uma temporada completa, recebendo a impressionante quantia de 3.300 ducados. Pode-se ter uma ideia do que representava esse montante ao compará-lo com que o próprio Hasse recebia para compor cada uma de suas óperas no mesmo período: nada além de 50 ducados! Em 1751, Faustina Bordoni fez suas últimas performances atuando, uma vez mais, em óperas do marido: Leucippo e Ciro riconosciuto.

### Dresden
Hasse deixou Nápoles em 1730, por razões desconhecidas. Acredita-se que recebeu um convite para produzir uma ópera para os palcos de Veneza, fato que representava uma grande oportunidade de projeção para um compositor em ascensão. Ele permaneceu em Veneza por cerca de seis meses e sua ópera Artaserse foi representada no teatro San Giovanni Grisostomo . O libreto era de Metastasio, mas a versão usada por Hasse foi bastante alterada em relação ao texto original, prática comum durante a juventude de Hasse.
No outono do mesmo ano de 1730, Hasse foi nomeado Maestro di Capella do Príncipe Eleitor da Saxônia, Friedrich August I (1670-1733). Ele e sua esposa chegaram a Dresden em 7 julho de 1731 e, já no dia seguinte, foi realizada sua primeira apresentação diante de seu soberano com a execução de uma cantata interpretada por Faustina. Em 17 de agosto, uma nova ópera do compositor, Cleofide, estreava em Dresden em uma apresentação reservada ao cículo mais próximo do Príncipe. O libreto era de Michelangelo Boccardi a partir de Alessandro nell'Indie de Metastasio. A estreia oficial, porém, só ocorreu em 13 de setembro. Na plateia, acredita-se que estavam presentes nada medos do que Johann Sebastian Bach (1685-1750) e seu filho mais velho, Wilhelm Friedemann Bach (1710-1784). Em outubro, Hasse e Bordoni voltaram a viajar pela Itália, iniciando uma rotina que se seguiria pelos trinta anos seguintes. Sempre que não era necessário na Corte, o casal se ausentava, visitando as cidades italianas e Viena. Nessas ocasiões, como regra, Hasse supervisionava a representação de suas próprias óperas e, muitas vezes, a própria Faustina atuava.

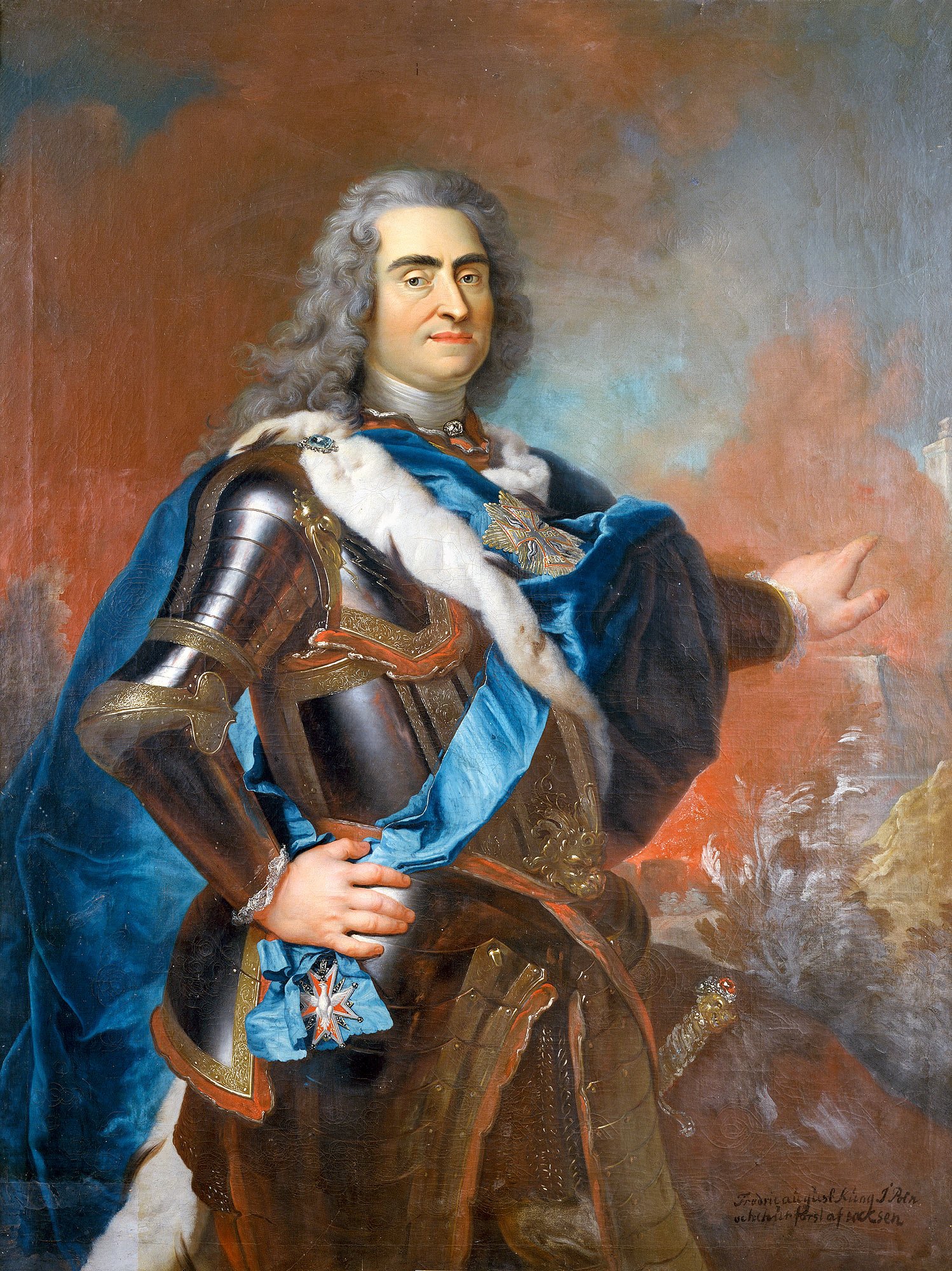
Friedrich August I, por Louis de Silvestre

Em 1º de fevereiro de 1733, o Príncipe da Saxônia morreu e, por conta disso, a corte de Dresden ficou de luto sem que nenhuma música pudesse ser executada por meses. Assim, Hasse adiou seu retorno para o ano seguinte, muito embora tenha sido confirmado no posto de Maestro di Capella pelo novo monarca, Friedrich August II (1696-1763). Muito desse tempo de ausência, Hasse dedicou a compor obras sacras para o Ospedale degli Incurabili de Veneza. Em 2 de maio de 1733, a ópera Siroe estreou em Bolonha, contando com um elenco de estrelas dentre as quais se destacavam os castrati Farinelli e Caffarelli (1710-1783), além de Vittoria Tesi. A ópera foi um imenso sucesso, tendo sido reapresentada em diversas cidades da Europa por cerca de trinta anos.
Hasse e Bordoni retornaram para Dresden e aí permaneceram entre fevereiro e outubro de 1734, mas nenhuma nova ópera foi composta. Apenas uma nova versão de Caio Fabrizio, originalmente composta em Roma em 1732, foi apresentada em julho de 1734. O músico se dedicou a pequenas peças orquestrais e à produção de obras sacras. Em novembro de 1734, a corte partiu para Varsóvia, onde permaneceria por dezoito meses, dado que o Príncípe Eleitor da Saxônia também era, por direito, rei da Polônia. O casal, que não acompanhou o soberano, voltou à Itália naquele mesmo mês. No carnaval de 1736, estreava no San Giovanni Grisostomo de Veneza a ópera Alessandro nell'Indie. Nessa ocasião, Hasse foi nomeado Maestro di Capella do Ospedale degli Incurabili. De volta à Alemanha em janeiro de 1737, Hasse e Bordoni permaneceram em Dresden por cerca de um ano e meio. Nesse período, ele compôs nada menos de cinco novas óperas. Para o casamento da princesa Maria Amalia (1724-1760) com Carlos VII (1716-1788), rei das Duas Sicílias, Hasse produziu uma nova versão de seu intermezzo Lucilla e Pandolfo, de 1730.   
Quando a corte de Dresde deslocou-se mais uma vez para a Polônia em setembro de 1738, Hasse e Bordoni iniciaram nova viagem pela Itália. Eles só retornaram para Dresden em 1740, permanecendo nesta cidade até 1744. Durante essa estada, Hasse produziu não apenas ópera séria com também intermezzi cômicos, os primeiros desde 1730. Também nesse período se deu uma forte aproximação com os textos de Metastasio que duraria por anos.

### Frederico, o Grande e a Guerra dos Sete Anos
Em 17 de janeiro de 1742, Frederico o Grande, da Prússia (1712-1781) visitou Dresden e pôde assitir à apresentação da ópera Lucio Papirio de Hasse. Frederico tornou-se grande admirador do músico desde então e suas óperas foram encenadas seguidamente na corte prussiana até 1786, poucos anos depois da morte do rei.

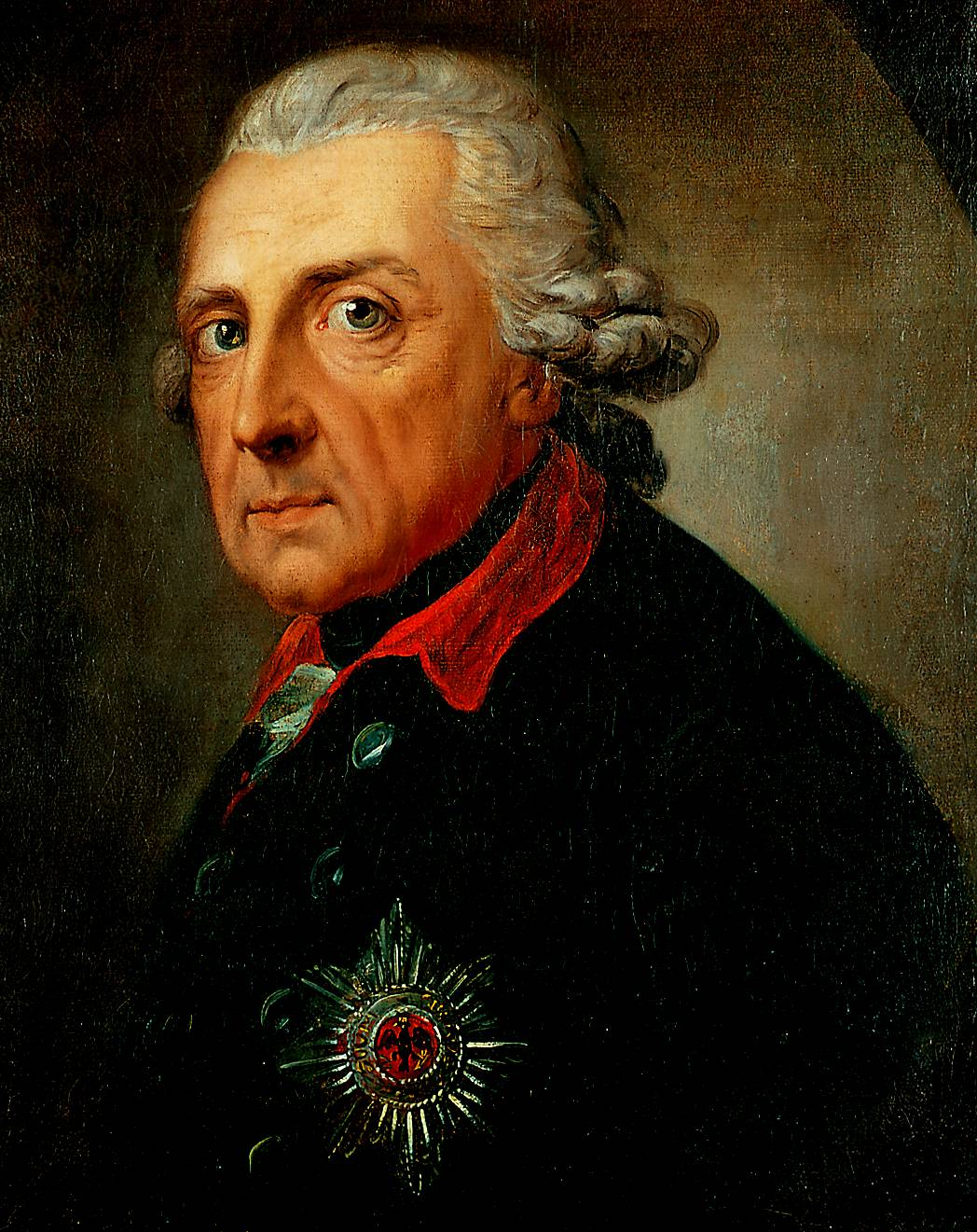
Frederico, o grande.

Em 1744, Hasse foi contratado para musicar dois textos inéditos de Metastasio: Antigono, para a corte do Príncipe, e Ipermestra. Esta última foi uma encomenda da imperatriz austríaca Maria Teresa (1717-1780) para o casamento de sua irmã mais nova, Maria Ana da Áustria (1718–1744). Hasse e Metastasio acompanharam alguns ensaios em Viena e, muito embora já se conhecessem, iniciaram ali uma sólida amizade.
Em 1745, durante nova visita a Dresden, Frederico o Grande, da Prússia, ficou muito impressionado com o Te Deum de Hasse e solicitou uma execução da nova ópera do autor, Arminio, em sua própria corte. É muito provável que diversos dos concertos para flauta dessa época tenham sido compostos para Frederico, um flautista amador de mérito. Em 1747, Hasse foi promovido ao posto de Oberkapellmeister e o posto de Kapellmeister foi assumido por ninguém menos do que o célebre Nicola Porpora (1686-1768). Em 1750, o casamento da princesa Maria Josepha da Saxônia (1731-1767) com o Delfim da França Luís de Bourbon deu a Hasse a oportunidade de viajar até Paris para apresentar sua Didone abbandonata.
Durante esses anos, Hasse passou a utilizar os textos de Metastasio em versões originais, de modo distinto do fizera no início da carreira, quando esses textos foram amplamente adaptados e, muitas vezes, distanciados do contexto original. Frederico da Prússia, grande admirador de Hasse, foi um dos que o estimularam a essa maior aproximação com a obra original de Metastasio. Mas, apesar dessa admiração, Frederico o Grande foi responsável pela perda de uma parte importante dos autógrafos que Hasse mantinha em sua própria casa quando, em 16 de junho de 1760, durante a Guerra dos Sete Anos, o exército prussiano bombardeou Dresden.
Como resultado da guerra, o patrono de Hasse foi banido para Varsóvia por Frederico da Prússia, só conseguindo retornar a Dresden pouco antes de morrer, em 1763. Entre 1760 e 1763, Hasse e a esposa haviam se fixado em Viena sem deixar de viajar pela Itália, como de hábito. Ao retornarem a Dresden, encontraram o teatro de ópera destruído. O novo Príncipe,  Frederick Christian (1722-1763) reinou por poucos meses. Foi tempo suficiente para que Hasse fizesse executar seu Réquiem em homenagem a Friedrich August II. Hasse e Bordoni deixaram Dresden definitivamente em fevereiro de 1764.

### Viena e Veneza: os últimos anos

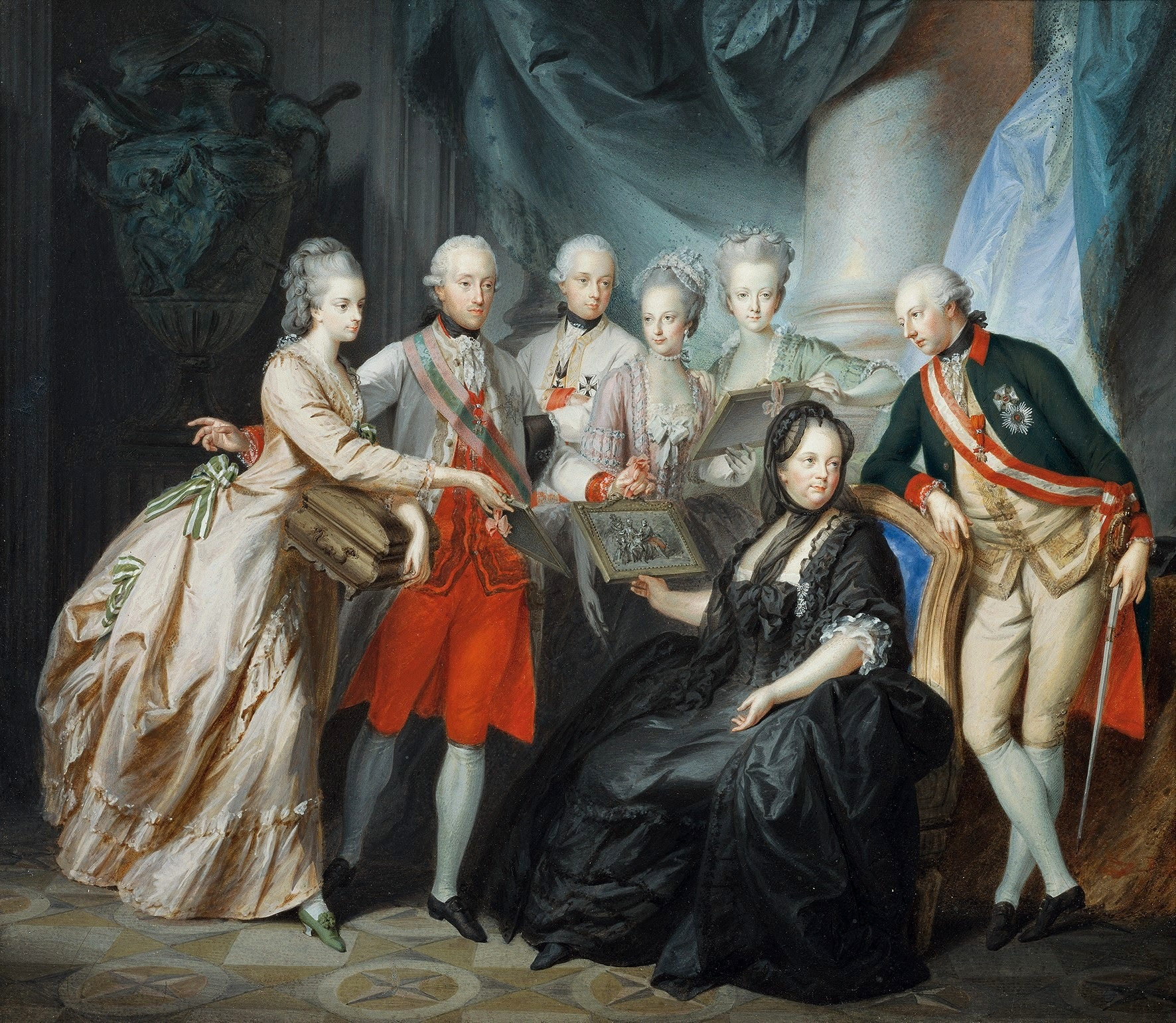
A imperatriz Maria Teresa, já viúva, com a família, 1776. José II aparece à esquerda da mãe. Por Heinrich Füger

O casal se fixou em Viena, amparado pela reputação que Hasse havia conquistado compondo para os Habsburgos durante o exílio causado pela guerra. Em 1765, sua obra Egeria  foi apresentada durante as comemorações da coroação de José II (1741-1790) como imperador do Sacro Império. As viagens pela Itália prosseguiram e, no mesmo ano de 1765, Mozart, então apenas um menino prodígio de 9 anos de idade, o encontrou, deixando registrada sua admiração na dedicatória de seu Opus 3 (K. 10-15).
Em setembro de 1767, durante a apresentação de Partenope em Viena, Mozart estava, mais uma vez, presente. Datam da temporada em Viena as últimas obras líricas do autor. Piramo e Tisbe (1768) seria a ópera final de Hasse, que pretendia se aposentar em seguida. Mas a imperatriz Maria Teresa, co-regente do trono da Áustria ao lado do filho, José II, convenceu o autor a escrever mais uma obra. Sob sua encomenda, Hasse compôs Ruggiero que estreou no Regio Teatro Ducal de Milão em 16 de outubro de 1771 como parte das celebrações do casamento do Arquiduque Ferdinando Carlos da Áustria (1754-1806), filho de Maria Teresa, com Maria Beatrice d'Este (1750-1829). O jovem Mozart, então com quinze anos, também havia recebido a encomenda de uma ópera para a ocasião, tendo composto Ascanio in Alba (K 111). Ele voltou a encontrar Hasse e relatou em carta sua forte impressão. Duas importantes obras compostas na década de 1770 foram revisões de antigos oratórios, Sant’Elena al Calvario e Il cantico de’ tre fanciulli. A popularidade de Hasse estava, nessa época, em pleno declínio. Ele foi associado à velha guarda da ópera séria que estava sob o ataque da Reforma promovida por Glück (1714-1787).
Em abril de 1773, Hasse, Bordoni e duas filhas se mudaram para Veneza. A família viveu em condições modestas com rendas originadas sobretudo nas obras escritas para o Incurabili e em eventuais encomendas da família real de Dresden. Faustina morreu em 4 de novembro de 1781. O próprio Hasse veio a falecer em Veneza em 16 de dezembro de 1786.

## Algumas obras

### Óperas
(entre parênteses, nome do libretista, local e ano de estreia)
- Antioco (Apostolo Zeno, Pietro Pariati; Brunswick 1721)
- Tigrane (Francesco Silvani; Nápolis 1723)
- Sesostrate (Antonio Carasale; Nápolis 1726)
- Attalo, Re di Bitinia (Silvani; Nápolis 1728)
- Artaserse (Pietro Metastasio; Veneza, carnaval de 1730; Londres 1734; pasticcio com árias de Nicola Porpora, Riccardo Broschi e Attilio Ariosti)
- Dalissa (Domenico Lalli, Veneza 1730)
- Arminio (Antonio Salvi, Milão 1730)
- Cleofide (Metastasio; Dresden 1731)
- Cajo Fabrizio (Apostolo Zeno; Roma 1732)
- Demetrio (Metastasio; Veneza 1732)
- Siroe, Re di Persia (Metastasio; Bolonha 1733)
- La clemenza di Tito (Metastasio; Pesaro 1735)
- Irene (Stefano Benedetto Pallavicino; Dresden 1738)
- Alfonso (Stefano Benedetto Pallavicino; Dresden 1738)
- Lucio Papirio (Apostolo Zeno; Dresden 1742)
- Didone abbandonata (Metastasio; Dresden 1742)
- Antigono (Metastasio; Dresden 1743)
- Ipermestra (Metastasio; Viena 1744)
- Semiramide riconosciuta (Metastasio; Veneza 1744)
- Arminio (Claudio Pasquini; Dresden 1745)
- La Spartana generosa (Pasquini; Dresden 1747)
- Leucippo (Pasquini; Dresden 1747)
- Demofonte (Metastasio; Dresden 1748)
- Attilio Regolo (Metastasio; Dresden 1750)
- Ciro riconosciuto (Metastasio; Dresden 1751)
- Adriano in Siria (Metastasio; Dresden 1752)
- Solimano (Giovanni Ambrogio Migliavacca; Dresden 1753)
- L'eroe cinese (Metastasio; Hubertusburg 1753)
- Artemisia (Giovanni Ambrogio Miglivacca; Dresden 1754)
- Il re pastore (Metastasio; Hubertusburg 1755)
- L'Olimpiade (Metastasio; Dresden 1756)
- Achille in Sciro (Metastasio; Nápolis 1759)
- Zenobia (Metastasio; Varsóvia 1761)
- Il trionfo di Clelia (Metastasio; Viena 1762)
- Romolo ed Ersilia (Metastasio; Innsbruck 1765)
- Piramo e Tisbe (Marco Coltellini; Viena 1768)
- Il Ruggiero (Metastasio; Milão 1771)

### Oratórios
- Il cantico de' tre fanciulli (Stefano Benedetto Pallavicino; Dresden 1734, nova versão em Viena 1774)
- Le Virtù appié della Croce (Stefano Benedotto Pallavicino; Dresden 1737)
- Giuseppe riconosciuto (Pietro Metastasio; Dresden 1741)
- I pellegrini al Sepolcro (Stefano Benedetto Pallavicino; Dresden 1742)
- La Deposizione della Croce (Stefano Benedetto Pallavicino; Dresden 1744)
- S. Elena al Calvario (Pietro Metastasio; Dresden 1747, rev. Viena 1772)
- La conversione di Sant' Agostino (Maria Antonia Walpurgis von Sachsen; Dresden 1750)
- Serpentes ignei in deserto (Bonaventura Bonomo; Veneza 1740(?))
- S. Petrus et S. Maria Magdalena (Veneza ca. 1759)